# RNA (드라마)
《RNA》는 2000년 7월 10일부터 2000년 9월 5일까지 방송했던 KBS 2TV 월화 드라마로 전기상 PD, 이홍구 작가의 메디컬 서스펜스 드라마를 표방한 공포 드라마였다.

## 기획 의도
- 메디컬 서스펜스 드라마를 표방한 공포 드라마로 끔찍한 교통사고 후 성형 수술을 받은 고등학교 2학년 소녀가 놀라운 초능력을 갖게 돼 자기도 모르게 연쇄 살인을 저지른다는 내용의 드라마[1]
- 호러물의 기본 구도인 권선징악과 특수효과를 통한 단순한 볼거리 제공에 그치는 게 아니라 성폭행, 원조교제 등 사회적 메시지 및 생명의 소중함을 함께 담고 있다.[2]

## 줄거리
주인공은 2학년 여고생 3명. 가원여고 미술반인 세미는 귀여운 얼굴에 순진하고 티없이 맑은 심성을 지닌 여고생이지만 그녀의 몸 내부에는 세명의 인격이 공존해있는 무시무시한 다중인격체다.
가끔 불가사의한 염력으로 주위 사람들을 놀라게 하는데 급기야는 자신도 모르는 사이에 끔찍한 연쇄살인을 저지른다. 세미의 초능력의 비밀은 어렸을 때 끔찍한 교통사고와 화상으로 흉칙해진 얼굴을 고치기 위해 받은 성형수술.
세미의 치료를 담당했던 일본의 무라야마 박사 연구팀은 초능력을 시험해보기 위해 세미를 실험대상으로 삼았다. 세미의 뇌세포 속에 우주공학박사와 천부적 재능이 있던 깅시로의 기억분자를 이식시켜 분노로 자제력을 잃었을 때 초능력이 엄청난 에너지로 방출되게 된 것이다.
세미의 친구 수지는 예쁜 얼굴과 무용으로 다듬어진 여학생으로 모든 학생들의 우상인 미술교사 남우석과 플라토닉한 사랑을 나누나 귀가길에서 불량배들에게 성폭행을 당해 임신을 하게 된다.
또다른 친구 명숙은 지독한 가난과 아들 구실을 못하는 오빠, 전과자 아버지 사이에서 입은 상처를 잊기 위해 컴퓨터 게임에 몰입하다가 급기야 자신이 아르바이트를 하는 패스트푸드점 사장과 원조교제까지 하게 된다.
그리고 수지를 성폭행했던 동네 불량배들과 명숙과 원조교제를 한 패스트푸드점 사장은 모두 수수께끼의 죽음을 당하는데...

## 등장 인물

### 주요 인물
- 배두나 : 박세미 역
- 김채연 : 홍수지 역
- 김효진 : 김명숙 역

### 주변 인물
- 박광현 : 이태영 역
- 김흥수 : 고무성(마빡) 역
- 이정길 : 박경식 역 - 박세영과 박세미의 아버지
- 선우은숙 : 조영숙 역 - 박세미의 친어머니이자 박세영의 양어머니
- 황정미 : 박세영 역 - 박세미의 이복언니 (아역 : 김지선)
- 이민우 : 남우석 역

### 그 외 인물
- 김원준 : 홍지훈 역 - 홍수지의 오빠
- 신귀식 : 홍진필 역 - 홍지훈과 홍수지의 아버지
- 남윤정 : 홍지훈과 홍수지의 어머니 역
- 김무생 : 무라야마 박사 역
- 이세창 : 구마모토 깅시로 (형), 구마모토 겐지 (동생) - 1인 2역
- 송금식 : 다카무라 역
- 이일웅 : 최일우 원장 역
- 임유진 : 원혜영 역
- 송승용 : 꺽쇠 역
- 권용운 : 떼보 역
- 서동수 : 준팔 역
- 강경헌 : 지화자 역 - 준팔의 여자친구
- 이병욱 : 덕배 역
- 김주영 : 배 형사 역
- 이재연 : 김 형사 역
- 박현 : 하선재 역
- 장기용 : 신태근 사장 역
- 김정은 : 박세영의 친어머니 역
- 김경숙 : 최윤미 역 - 가원여고 무용 교사
- 박현숙 : 이복자 역
- 조재훈 : 경찰 간부 역

## 시청률
- AGB닐슨미디어리서치의 조사에 따르면 평균 시청률은 18.6%이다.[3]

## 수상
- 2000년 KBS 연기대상 여자 신인상 김효진
- 2000년 KBS 연기대상 여자 인기상 배두나

## 참고 사항
- 당초 2000년 7월 3일에 1회가 방송될 예정이었으나 같은 날 MBC 월화 드라마 《허준》 특집 쇼를 내보내자 그 시간에 특집 드라마 《유리구슬》을 편성할 계획이었지만 《유리구슬》이 편성 취소되자 특선 외화 《오우삼의 미션 특급》이 편성됐다.[4]
- 폭력성 짙은 묘사로 방송위원회에서 시정 조치를 받은 바 있다.[5]
- 이홍구 작가는 《무명천자》 집필자로 예정돼 있었으나 외주 제작 형식을 취한 이 드라마가 협찬사가 제작비 지원 문제를 미뤄오다 사안 자체를 2000년 이후로 넘겨 무산되자 해당 드라마 프로그램을 선택했다.
- 전기상 KBS 드라마본부 PD는 당초 기획했던 야구 드라마 《공주와 장군》 무산 후 해당 드라마 프로그램을 차기 프로그램으로 선택했다.